# Robert Weryk

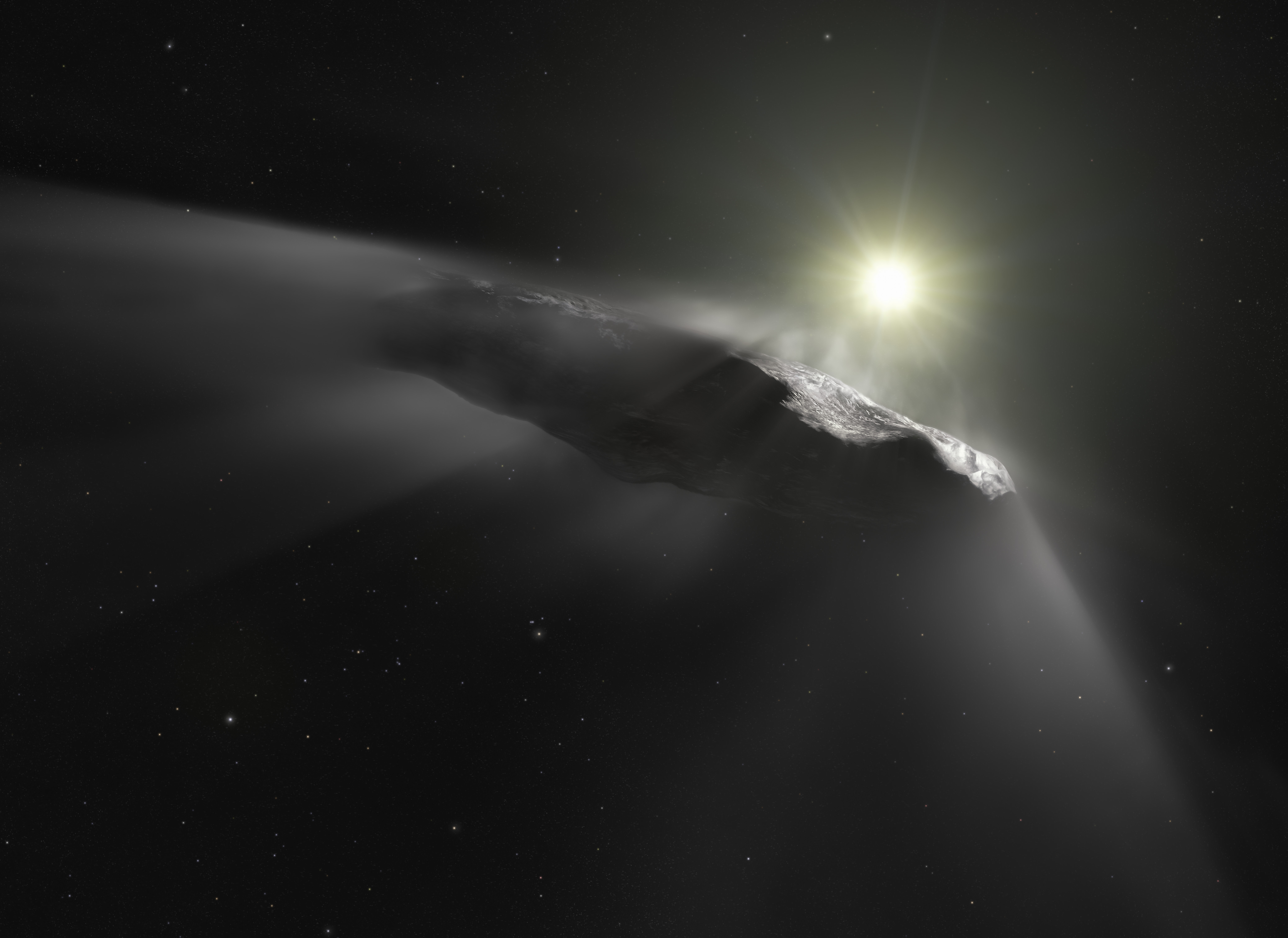
Vue d'artiste de l'objet interstellaire 1I/ʻOumuamua.

Robert J. Weryk, né en 1981, est un physicien et astronome canadien. Il travaille actuellement à l'Université d'Hawaï à Mānoa, où il a découvert le premier objet interstellaire connu, 1I/ʻOumuamua,,. Il a également publié de nombreux articles sur les météores et d'autres sujets astronomiques.
L'astéroïde (9281) Weryk a été nommé en son honneur.